# Jól van dolga a mostani huszárnak
A Jól van dolga a mostani huszárnak kezdetű magyar népdalt Vikár Béla gyűjtötte a Kolozs vármegyei Zentelkén 1899-ben.
Feldolgozás:
| Szerző          | Mire                       | Mű                                  |
| --------------- | -------------------------- | ----------------------------------- |
| Bárdos Lajos    | háromszólamú kórus         | Huszárnóta                          |
| Halmos László   | ének, zongora              | Pianoforte III. 10. dal             |
| Gárdonyi Zoltán | ének, furulya              | Jól van dolga…                      |
| Máriássy István | zongora vagy ének és gitár | Elindultam szép hazámból, 65. kotta |

## Kotta és dallam
| Jól van dolga a mostani huszárnak, nem kell szénát kaszáljon a lovának, mert a széna porcióba van kötve, van kötve de van kötve, gyere rózsám, tedd a lovam elébe. | Édesanyám, ki a huszár, ha én nem, ki nyergeli föl a lovat, ha én nem, fölnyergelem aranyszőrű lovamat, lovamat, de lovamat, lerúgatom véle a csillagokat. |

A második versszakban: 1) 
Ebből látszik, hogy a ritmus alkalmazkodó.

## Felvételek
- Jól van dolga. A Szentegyházi Gyermekfilharmónia 2011. Pünkösdi koncertje  YouTube (2011. június 17.)  (Hozzáférés: 2016. február 6.)
- Jól van dolga... Énekel: Tóth Dénes  YouTube (2014. január 19.)  (Hozzáférés: 2016. február 6.) az egri Farkas Ferenc Zeneiskola énekvizsgája.
- 1848-as katonadalok citerán. YouTube (2015. március 15.)  (Hozzáférés: 2016. február 6.) (videó) 0'30"-től.